# NGC 154
NGC 154 est une galaxie lenticulaire ou elliptique située dans la constellation de la Baleine. NGC 154 a été découverte par l'astronome germano-britannique William Herschel en 1785.

## Caractéristiques
Sa vitesse par rapport au fond diffus cosmologique est de 7 703 ± 28 km/s, ce qui correspond à une distance de Hubble de 113,6 ± 8,0 Mpc (∼371 millions d'al).
À ce jour, deux mesures non basées sur le décalage vers le rouge (redshift) donnent une distance de 125,800 ± 37,052 Mpc (∼410 millions d'al), ce qui est à l'intérieur des valeurs de la distance de Hubble. Notons cependant que c'est avec la valeur moyenne des mesures indépendantes, lorsqu'elles existent, que la base de données NASA/IPAC calcule le diamètre d'une galaxie et qu'en conséquence le diamètre de NGC 154 pourrait être d'environ 11,6 kpc (∼37 800 al) si on utilisait la distance de Hubble pour le calculer.
En raison d'une brillance de surface égale à 14,0 mag/am2, on peut qualifier NGC 154 de galaxie à faible brillance de surface (LSB en anglais pour low surface brightness). Les galaxies LSB sont des galaxies diffuses (D) avec une brillance de surface inférieure de moins d'une magnitude à celle du ciel nocturne ambiant.